# Bala de madera
Una bala de madera, o bala madera, es un madera proyectil diseñado para ser disparado desde un arma de fuego. En control de multitudes, es un arma no letal que puede ser disparada a larga distancia con el propósito de “cumplir con el dolor” 
Después de golpear el objetivo, puede causar grandes cicatrices o moretones.
Las balas de madera han sido utilizadas por las fuerzas británicas en Hong Kong (1958) e Irlanda del Norte, y por la policía estadounidense para el control de multitudes durante las manifestaciones de 2014 que estallaron por el asesinato de Muerte de Michael Brown